# Abutilon fruticosum
Espèce
Classification phylogénétique
Abutilon fruticosum est une espèce de plante du genre Abutilon et de la famille des malvacées.
Elle comprend plusieurs variétés distinctes :
- Abutilon fruticosum chrysocarpum ;
- Abutilon fruticosum fruticosum ;
- Abutilon fruticosum hepperi ;
- Abutilon fruticosum microphyllum ;
- Abutilon fruticosum saidae.